# Darmoszewo
Darmoszewo – część wsi Kiszkowo w Polsce położona w województwie wielkopolskim, w powiecie gnieźnieńskim, w gminie Kiszkowo.
W latach 1975–1998 miejscowość administracyjnie należała do województwa poznańskiego.